# Гіеккагар'ю (станція)
60°18′07″ пн. ш. 25°02′55″ сх. д. / 60.301944° пн. ш. 25.048611° сх. д.
Гіеккагар'ю (фін. Hiekkaharjun rautatieasema; швед. Sandkulla station) — залізнична станція мережі приміських залізниць Гельсінкі, розташована в Йокініемі, Вантаа, Фінляндія, між станціями Лейнеля та Тіккуріла, приблизно за 17 км N від Гельсінкі-Центральний. Пасажирообіг у 2019 склав 2 520 236 осіб.
Відкрита 1 липня 2015. 
Конструкція — наземна відкрита, з однією прямою острівною платформою, має чотири колії.

## Пересадки
- Автобуси: 53, 60, 70, 76, 611, 611N, 611Z, 600N